# Bitwa koło wschodnich Wysp Salomona
Bitwa koło wschodnich Wysp Salomona – stoczona 24 i 25 sierpnia 1942 roku na wschód od Wysp Salomona trzecia bitwa lotniskowców podczas wojny na Pacyfiku. Starcie między dwoma lotniskowcami amerykańskimi, a japońskim zespołem okrętów z trzema lotniskowcami w składzie, było pierwszą z dwóch bitew lotniskowców w sześciomiesięcznej kampanii na Salomonach.
W ataku samolotów z lotniskowców „Shōkaku” i „Zuikaku” uszkodzony został wprawdzie amerykański lotniskowiec USS „Enterprise” (CV-6), jednakże amerykańskie bombowce nurkujące zatopiły japoński lotniskowiec „Ryūjō”. Przede wszystkim jednak na skutek braku osłony z powietrza, na Guadalcanal nie dotarł konwój statków z japońskimi żołnierzami piechoty morskiej, który został zbombardowany przez samoloty z lotniska Henderson Field na Guadalcanalu.
Bitwa zakończyła się japońską porażką, gdyż okręty admirała Isoroku Yamamoto nie zrealizowały żadnego z założonych celów operacji – nie zostały zniszczone amerykańskie lotniskowce, nie powiodła się też japońska próba dostarczenia wzmocnień na Guadalcanal. Ponadto japońska flota poniosła znacznie wyższe od floty amerykańskiej straty osobowe, w tym przede wszystkim, Połączona Flota straciła kolejnych 61 elitarnych przedwojennych członków załóg lotnictwa pokładowego.

## Tło starcia
Mimo dotkliwej klęski poniesionej w bitwie pod Midway japońska Połączona Flota zachowała przewagę liczebną nad amerykańską Flotą Pacyfiku. Niemniej admirał Ernest King był zdeterminowany, by przejąć z rąk Japończyków inicjatywę strategiczną, stąd postanowił przeprowadzić ograniczoną operację zaczepną na obszarze południowego Pacyfiku. Katalizatorem dla dalszego rozwoju wypadków stała się jednak decyzja Japończyków o budowie lotniska na wyspie Guadalcanal w archipelagu Wysp Salomona. 7 sierpnia 1942 roku niespodziewanym desantem morskim amerykańscy marines zdobyli Guadalcanal wraz z sąsiednimi wysepkami. Nieukończone lotnisko znalazło się w amerykańskich rękach. Rozpoczęła się w ten sposób jedna z najzaciętszych kampanii wojny na Pacyfiku.
Po klęsce pod Midway Połączona Flota wyciągnęła wnioski i dokonała zmian organizacyjnych, a także taktycznych. 1. Flota Powietrzna została przekształcona w 3. Flotę i stała się podstawową siłą uderzeniową Połączonej Floty. Każdy z jedynie dwóch dywizjonów lotniskowców tworzyły teraz nominalnie dwa duże lotniskowce i jeden lotniskowiec lekki. Po utracie „Akagi” i „Kagi” pod Midway, tworzące uprzednio 5. dywizjon lotniskowców „Shōkaku” i „Zuikaku”, weszły w skład 1. dywizjonu. Okręty te przenosiły teraz 27 samolotów myśliwskich Mitsubishi A6M „Zero” każdy – znacznie więcej niż podczas bitwy na Morzu Koralowym, 27 bombowców nurkujących i 18 bombowców torpedowych. Przydzielony do ich dywizjonu lekki lotniskowiec „Ryūjō” przenosił natomiast jedynie samoloty myśliwskie i torpedowe.
| 3. Flota (wadm. Chūichi Nagumo)                                                                     | 3. Flota (wadm. Chūichi Nagumo)                                      |
| --------------------------------------------------------------------------------------------------- | -------------------------------------------------------------------- |
| 1. dywizjon lotniskowców                                                                            | „Shōkaku”, „Zuikaku”                                                 |
| 10. i 18. dywizjon niszczycieli: „Kazagumo”, „Yūgumo”, „Makigumo” „Akigumo”, „Hatsukaze”, „Akizuki” |                                                                      |
| Zespół Wsparcia (kadm. Hiroaki Abe)                                                                 |                                                                      |
| 11. dywizjon pancerników                                                                            | „Hiei”, „Kirishima”                                                  |
| 7. i 8. dywizjon krążowników                                                                        | „Kumano”, „Suzuya”, „Chikuma”                                        |
| 10. eskadra niszczycieli                                                                            | „Nagara”                                                             |
| 10. eskadra niszczycieli                                                                            | 4. dywizjon: „Nowaki”, „Maikaze”, „Tanikaze”                         |
| Zespół Wydzielony (kadm. Chūichi Hara)                                                              |                                                                      |
| Lotniskowiec lekki „Ryūjō”                                                                          |                                                                      |
| Krążownik ciężki „Tone”                                                                             | Niszczyciele: „Amatsukaze”, „Tokitsukaze”                            |
| 2. Flota (wadm. Nobutake Kondō)                                                                     |                                                                      |
| 4. dywizjon krążowników                                                                             | „Atago”, „Maya”, „Takao”                                             |
| 5. dywizjon krążowników                                                                             | „Haguro”, „Myōkō”                                                    |
| 4. eskadra niszczycieli (9. i 15. dywizjon)                                                         | „Yura”                                                               |
| 4. eskadra niszczycieli (9. i 15. dywizjon)                                                         | „Kuroshio”, „Oyashio”, „Hayashio” „Minegumo”, „Natsugumo”, „Asagumo” |
| Transp. wodnosamolotów                                                                              | „Chitose”                                                            |

Takie ukompletowanie oddawało zmianę taktyki, przez zwiększenie liczby samolotów myśliwskich i bombowych, kosztem bardziej narażonych samolotów torpedowych. Samoloty na pokładach hangarowych lotniskowców nie były zatankowane i uzbrojone, jeśli nie było to konieczne. Poprawiono też rozpoznanie lotnicze, zaś około 110 do 150 mil przed zespołem lotniskowców, pływał zespół okrętów których zadaniem było zatopienie okrętów przeciwnika uszkodzonych przez samoloty pokładowe, a także ściągnięcie na siebie uderzenia wrogiego lotnictwa pokładowego.
Tymczasem 21 sierpnia, gdy nad Alligator Creek dokonywał się ostatni akt całkowitej likwidacji batalionu pułkownika Kiyanao Ichiki, przez broniącą Henderson Field 1. dywizję marines, w drodze na Guadalcanal były już trzy transportowce z 1500 żołnierzy drugiej części pułku płk. Ichiki oraz japońskiej piechoty morskiej. W tym samym czasie, admirał Isoroku Yamamoto skierował tam zespół okrętów 3. Floty z lotniskowcami w składzie, oraz okręty stanowiącej awangardę 2. Floty. Oba zespoły spotkały się w drodze na południe 21 sierpnia po wyjściu z Truk, po czym ponownie się rozdzieliły. Ich pierwszoplanowym zadaniem było zniszczenie amerykańskich lotniskowców oraz – jako zadanie drugoplanowe – zapewnienie bezpiecznego dotarcia transportowców na Guadalcanal.
Osobne ugrupowanie stanowił płynący ok. 100 mil na zachód zespół wydzielony pod dowództwem kadm. Chūichiego Hary na krążowniku ciężkim „Tone”, z lotniskowcem „Ryūjō” i dwoma niszczycielami. Miał on wspierać wykonanie drugiego zadania, jakie postawił adm. Yamamoto – osłona konwoju kadm. Tanaki na lekkim krążowniku „Jintsū” z zespołem niszczycieli, płynących w eskorcie transportowców „Kinryu Maru”, „Boston Maru” i „Daifuku Maru”.
| Task Force 61 (wadm. Frank Fletcher) | Task Force 61 (wadm. Frank Fletcher)                      |
| ------------------------------------ | --------------------------------------------------------- |
| Task Force 11 (wadm. Frank Fletcher) |                                                           |
| Lotniskowiec                         | „Saratoga”                                                |
| Krążowniki                           | „Minneapolis”, „New Orleans”                              |
| 1. eskadra niszczycieli              | „Phelps”, „Farragut”, „Worden”, „Macdonough”, „Dale”      |
| Task Force 16 (wadm. Thomas Kinkaid) |                                                           |
| Lotniskowiec                         | „Enterprise”                                              |
| Pancernik                            | „North Carolina”                                          |
| Krążownik ciężki                     | „Portland”                                                |
| Krążownik lekki                      | „Atlanta”                                                 |
| 6. eskadra niszczycieli              | „Balch”, „Benham”, „Maury”, „Ellet”, „Grayson”, „Monssen” |

Po amerykańskiej stronie, w rejonie Wysp Salomona znajdował się dowodzony przez wadm. Franka Jacka Fletchera zespół okrętów Task Force 61 (TF61), z lotniskowcami USS „Saratoga” (CV-3), USS „Enterprise” (CV-6) i USS „Wasp” (CV-7), pancernikiem USS „North Carolina” (BB-55), siedmioma krążownikami oraz osiemnastoma niszczycielami. Fletcher utrzymywał swój zespół nieco na południe od Salomonów, tuż poza zasięgiem operujących z Rabaulu japońskich samolotów rozpoznawczych. W przeciwieństwie jednak do bitew na Morzu Koralowym oraz pod Midway, amerykańskie rozpoznanie radiowe nie było w stanie zapewnić mu informacji o japońskich jednostkach, japońskie dowództwo zmieniło bowiem przypisane im oznaczenia radiowe. Zgodnie z danymi amerykańskiego rozpoznania, japońskie lotniskowce mogły równie dobrze być na wodach ojczystych, jak i w drodze z Truk do Rabaul. Dopiero 22 sierpnia US Navy uzyskała potwierdzenie nowych oznaczeń japońskich okrętów i była w stanie ocenić że „Shōkaku” i „Zuikaku”, a potencjalnie także „Ryūjō”, są albo w okolicach Truk, albo w drodze z Japonii do Truk. Dowódca amerykańskiego teatru południowego Pacyfiku adm. Robert Ghormley, powiadomił wówczas z Numei Fletchera, że „między 23 a 26 sierpnia należy spodziewać się japońskiego ataku w strefie Cactus”.
20 sierpnia japońskie łodzie latające z Shortland wykryły amerykański lotniskowiec eskortowy USS „Long Island” (CVE-1), który tego samego dnia dostarczył na Henderson Field pierwsze samoloty tworzonego tam właśnie „Cactus Air Force”. Następnego dnia łódź latająca Kawanishi H6K „Mavis” została zaatakowana przez bombowce nurkujące Douglas SBD Dauntless z grupy lotniczej lotniskowca „Wasp”. Z fragmentów informacji radiowej na ten temat, japońskie dowództwo było w stanie wyciągnąć wniosek, że w pobliżu znajduje się przynajmniej jeden amerykański lotniskowiec.
| United States Navy                                                                                    | Nippon Kaigun                                                               |
| --- | --------------------------------------------------------------------------- |
| adm. Robert Ghormley (Dowódca amerykańskiego teatru południowego Pacyfiku w Numei na Nowej Kaledonii) | adm. Isoroku Yamamoto (Dowódca Połączonej Floty na „Yamato” w okolicy Truk) |
| adm. Robert Ghormley (Dowódca amerykańskiego teatru południowego Pacyfiku w Numei na Nowej Kaledonii) | wadm. Chūichi Nagumo                                                        |
| wadm. Frank Fletcher                                                                                  | kadm. Hiroaki Abe                                                           |
| kadm. Thomas Kinkaid                                                                                  | wadm. Nobutake Kondō                                                        |

## Poszukiwania
21 sierpnia japoński samolot rozpoznawczy wykrył płynący w kierunku Guadalcanalu mały amerykański konwój dwóch frachtowców i „krążownika”. W rzeczywistości były to statki „Fomalhaut” i „Alhena” płynące z pilnym zaopatrzeniem dla marines, w eskorcie niszczycieli „Blue”, „Henley” i „Helm”. W rezultacie doszło do małego nocnego starcia, w którym niszczyciel „Kawakaze” z eskorty japońskich transportowców uszkodził swoimi „Długimi Lancami” USS „Blue”.
22 i 23 sierpnia działania obu stron zdominowane były przez loty rozpoznawcze. PBY Cataliny oraz armijne bombowce B-17 prowadziły długie loty z Espiritu Santo na Nowych Hebrydach, podczas gdy należące do marines bombowce nurkujące SBD Dauntless z Henderson Field patrolowały promieniście wokół Guadalcanalu. Kolejnych sześć Catalin patrolowało z Ndeni na Wyspach Santa Cruz. Tymczasem z Rabaulu czterosilnikowe japońskie łodzie latające Kawanishi H6K prowadziły patrole 700 mil na wschód i południe. Jedna z nich została wykryta przez radar CXAM lotniskowca „Enterprise”, a wysłane na jej przechwycenie cztery F4F Wildcaty szybko ją zestrzeliły.

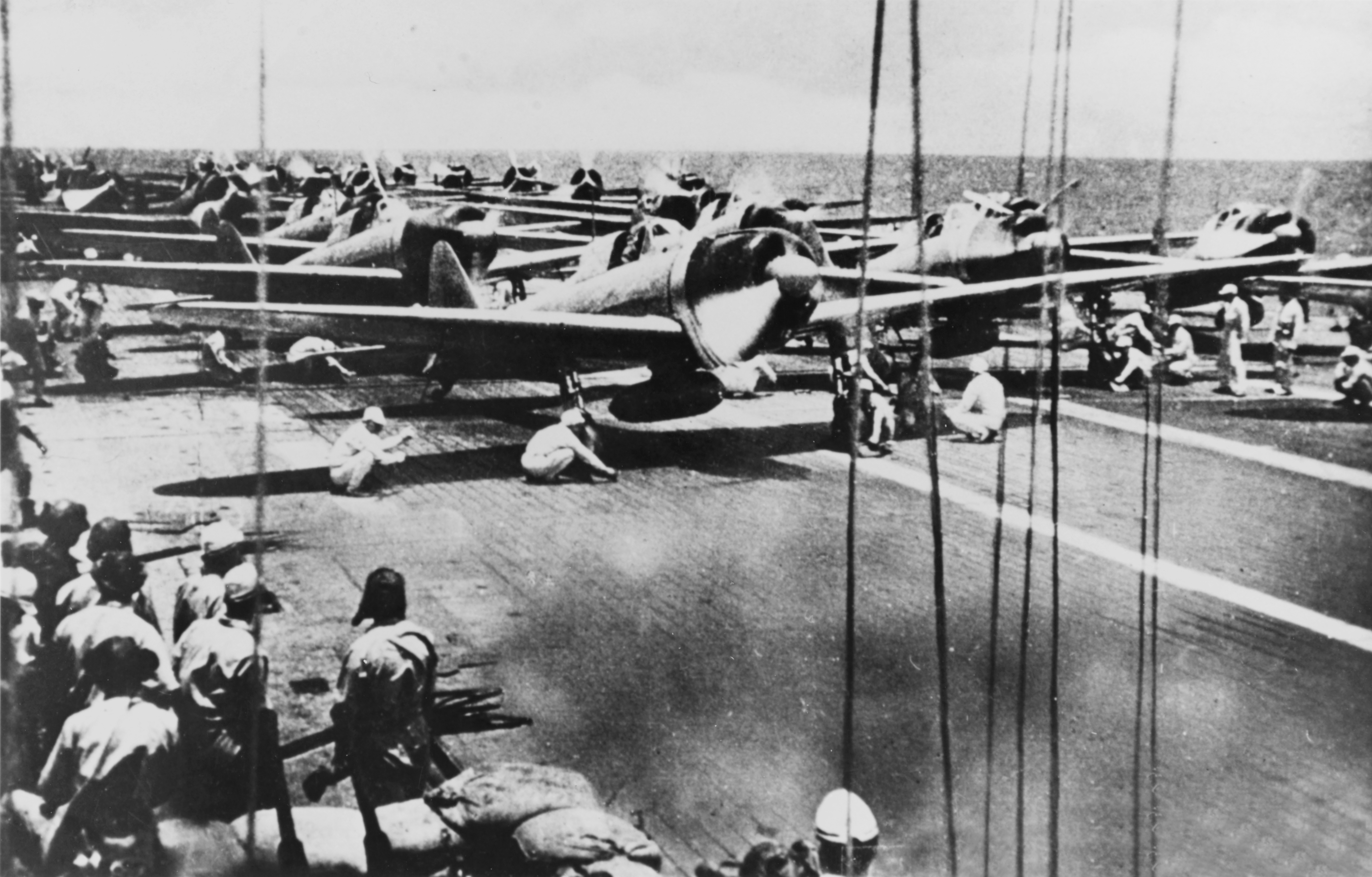
Do czasu kampanii na Salomonach, liczbę samolotów myśliwskich Mitsubishi A6M „Zero” na lotniskowcach „Shōkaku”, „Zuikaku” zwiększono do 27 na każdym. Samoloty te charakteryzowały się ogromnym zasięgiem, dużą szybkością wznoszenia i bardzo dobrą zwrotnością, co na początku wojny na Pacyfiku czyniło je jednymi z najlepszych samolotów myśliwskich na świecie.

### Wykrycie konwoju Tanaki
23 sierpnia o 9:50 rano, jedna z PBY z Ndeni dostrzegła japoński konwój transportowy kadm. Raizō Tanaki 250 mil na północ od Guadalcanalu. Obawiając się o swoje transportowce, Tanaka zawrócił konwój na północ. Jeszcze tego samego dnia, amerykańskie samoloty wykryły japoński Zespół Wysunięty wadm. Kondo. Toteż wadm. Nagumo, chcąc uniknąć wykrycia swoich lotniskowców, o 18:25 również zawrócił na północ.

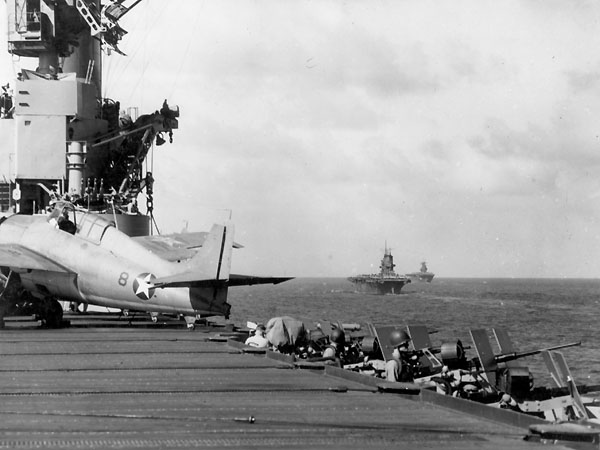
„Saratoga” i „Enterprise” 12 sierpnia na południe od Guadalcanalu. Na pierwszym planie, jeden z Wildcatów na pokładzie „Waspa”.

Poinformowany o wykryciu transportowców adm. Yamamoto, rozkazał wydzielonemu zespołowi kadm. Hary z lotniskowcem „Ryūjō”, udać się z maksymalną prędkością na południe, celem zbombardowania Henderson Field. Lądowanie zaś wojsk ze statków eskortowanych przez Tanakę przesunął na 25 sierpnia.

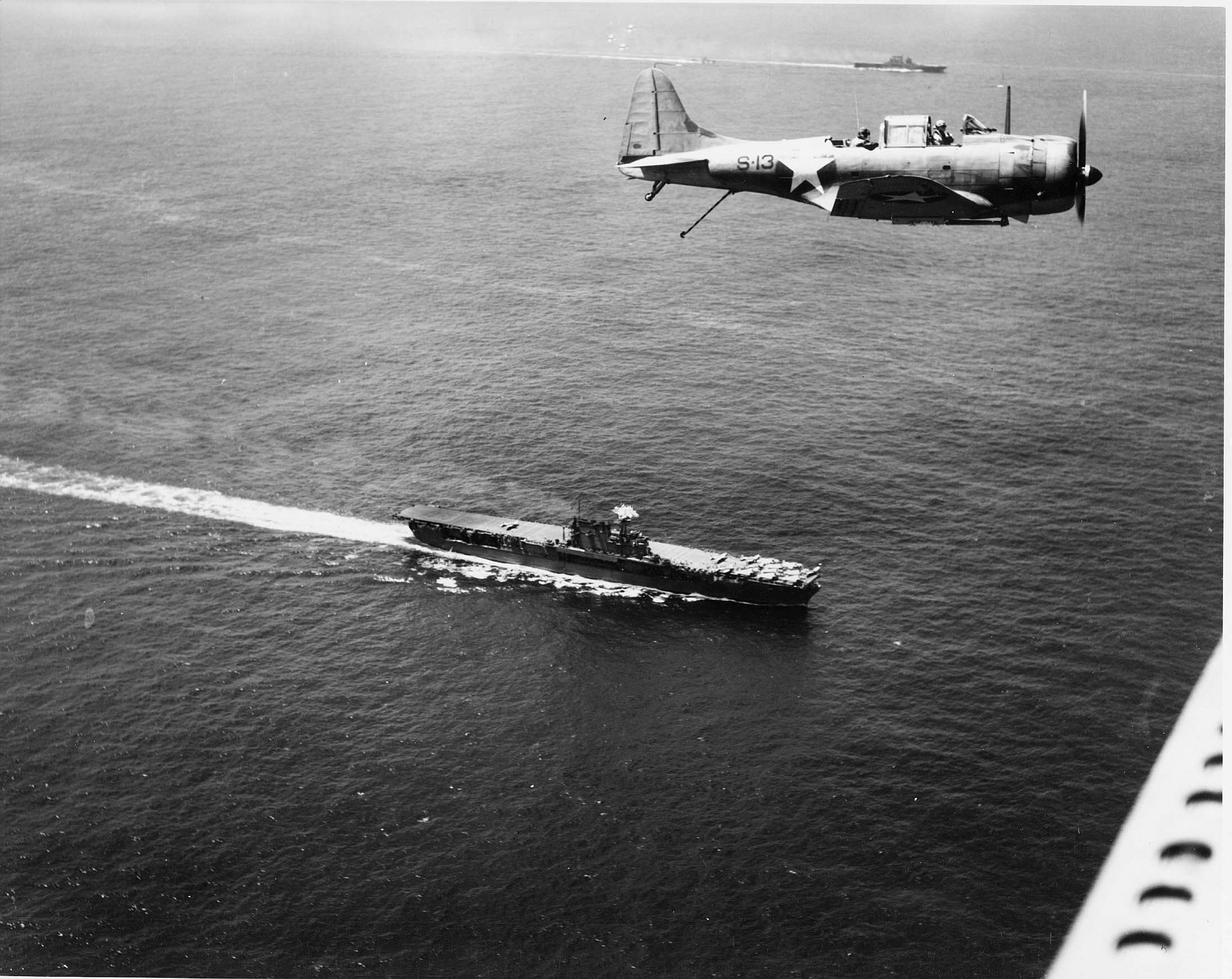
Douglas SBD Dauntless nad „Enterprise” i „Saratogą” w głębi. W 1942 roku SBD były podstawowymi bombowcami nurkującymi US Navy i korpusu piechoty morskiej.

Rankiem 23 sierpnia, gdy Catalina wykryła konwój, Task Force 61 Fletchera znajdował się o 150 mil na południowy wschód od lotniska Henderson Field i o 50 mil od wschodnich brzegów wyspy Malaita. Decyzja Tanaki uratowała japońskie transportowce, natychmiast bowiem po otrzymaniu raportu z PBY, Fletcher o godzinie 15:10 wysłał na jego ugrupowanie grupę uderzeniową „Saratogi”, w składzie 31 bombowców nurkujących SBD Dauntless i sześciu bombowców torpedowych Grumman TBF Avenger. Catalina śledziła zmianę kursu zespołu Tanaki, jednak w wyniku jednego z całej serii błędów systemu komunikacji, informacja o tym nie dotarła do Fletchera aż do wieczora. W rezultacie, dowodzone przez kmdr por. Harry’ego Felta ugrupowanie uderzeniowe „Saratogi”, wsparte 9 kolejnymi SBD i jednym Avengerem z Henderson Field, w złych warunkach pogodowych nie odnalazło japońskiego konwoju. Samoloty marynarki, z powodu zapadającego zmroku, podążyły później za maszynami marines i spędziły noc na Guadalcanalu.
Tej samej nocy, podążając za rekomendacją adm. Roberta Ghormleya, Fletcher wysłał lotniskowiec „Wasp” wraz z jednostkami jego eskorty na południe, celem przeprowadzenia tankowania. Decyzja Fletchera podyktowana była brakiem widocznych celów w okolicy oraz błędnymi raportami wywiadu marynarki, umiejscawiającymi japońskie lotniskowce w Truk. Tymczasem kilkaset mil na północ, duży japoński zespół płynął w kierunku pozostałych dwóch lotniskowców Fletchera, który odsyłając „Waspa” pozbawił się 62 samolotów i pierwszej w tej wojnie ilościowej przewagi nad siłami japońskimi. W rzeczywistości oba zespoły dzieliło wówczas 300 mil, nieco tylko więcej niż maksymalny zasięg praktyczny ich samolotów. Żaden z ich dowódców nie znał jednak lokalizacji zespołu przeciwnika. Dowódca TF61 rozdzielił dwa swoje lotniskowce w odległości 10 mil od siebie, „Enterprise” otoczony był pierścieniem złożonym z pancernika „North Carolina”, ciężkiego krążownika „Portland”, krążownika przeciwlotniczego „Atlanta” i sześciu niszczycieli, „Saratogę” natomiast ochraniały krążowniki ciężkie „Minneapolis” i „New Orleans” oraz pięć niszczycieli.

### Poranne poszukiwania
Tymczasem Nagumo, zakładając, że amerykańskie lotniskowce dalej pozostaną niezlokalizowane, o 4:00 rano wysłał „Ryūjō” z ciężkim krążownikiem „Tone” i dwoma niszczycielami w kierunku Guadalcanalu. Ich zadaniem było przeprowadzenie ataku na Henderson Field z odległości 200 mil morskich. O godzinie 6:00 3. Flota zmieniła kurs na południowo-wschodni, jej zespół wsparcia kadm. Abe z pancernikami „Hiei” i „Kirishima”, płynął około sześciu mil przed lotniskowcami.

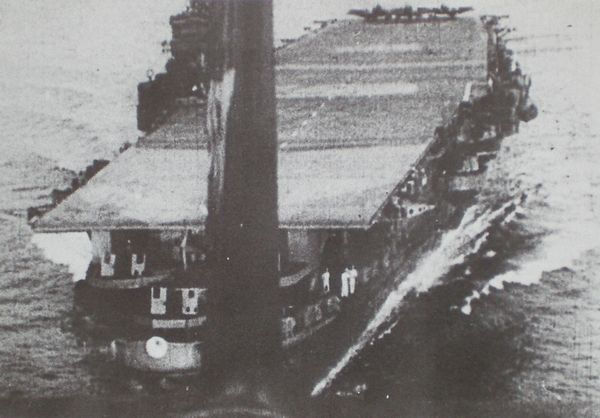
Widoczny na zdjęciu „Zuikaku” oraz jego siostrzany „Shokaku”, były najnowocześniejszymi – poza znajdującym się wówczas w budowie „Taihō” – lotniskowcami japońskiej marynarki wojennej

Obawiając się, że amerykańskie okręty mogą znajdować się w tym rejonie, Nagumo wysłał jednostki 2. Floty wadm. Kondo 120 mil na wschód od 3. Floty. Pomny doświadczeń spod Midway, wyznaczył też znaczące siły do rozpoznania. O 6:15 z pokładów „Shōkaku” i „Zuikaku” wystartowało 19 bombowców Nakajima B5N „Kate”, które zaczęły poszukiwania na wschód, okręty zaś adm. Kondo wysłały 7 wodnosamolotów. Tymczasem na pokładach obu lotniskowców, rozpoczęto przygotowania do głównego uderzenia za pomocą 54 bombowców nurkujących Aichi D3A „Val” w eskorcie 24 myśliwców „Zero”. Nagumo planował, w sprzyjających warunkach, drugie uderzenie przy pomocy 36 „Vali” i 12 „Zer”.
|              | SBD | TBF | F4F    |
| ------------ | --- | --- | ------ |
| „Saratoga”   | 32  | 13  | 28(27) |
| „Enterprise” | 35  | 15  | 29(28) |

Między 5:55, a 6:30 swoje samoloty wyrzucił też Fletcher, wysyłając wachlarzem 23 Dauntlessy z „Enterprise”, które rozpoczęły poszukiwania w łuku 120° od północy do zachodu w odległości do 200 mil od TF61. Samoloty z „Big E” nie odnalazły jednak niczego. Wczesnym świtem, wzbiły się ponownie w powietrze Cataliny z Ndeni. Tymczasem o około 11:00 na „Saratogę” wróciły wysłane poprzedniego dnia samoloty z Henderson Field. O 09:47 oraz 11:26 wadm. Fletcher otrzymał raporty o znajdującym się około 200 mil na północny zachód „Ryūjō”. Cataliny odnalazły ponadto kilka okrętów z 3. i 2. Floty, żaden jednak z prowadzących rozpoznanie samolotów nie znalazł wielkich lotniskowców japońskich.
Tymczasem gdy o 12:39 „Enterprise” wysłał kolejną grupę 16 SBD i 7 TBF na poszukiwania, siedem minut później myśliwce CAP zestrzeliły japoński bombowiec Mitsubishi G4M „Betty”, zaledwie 7 mil od amerykańskiego lotniskowca. Załoga japońskiego samolotu nie zdążyła nadać meldunku o wykryciu amerykańskiego zespołu, choć admirał założył że go nadała. Fletcher obawiał się wysłać grupę uderzeniową na lekki lotniskowiec, w sytuacji gdy nie znał pozycji głównych okrętów Nagumo. Dopiero o 13:20, gdy radary „Saratogi” wykryły formację samolotów „Ryūjō” zmierzających w kierunku lotniska na Guadalcanalu, admirał upewnił się, że Japończycy wciąż nie znają jego pozycji. Zdecydował się wówczas na start grupy uderzeniowej swojego okrętu flagowego. Z „Saratogi” wystartowała wtedy większość jej grupy lotniczej – 30 bombowców nurkujących i 8 TBF Avenger.

#### Atak na Henderson Field

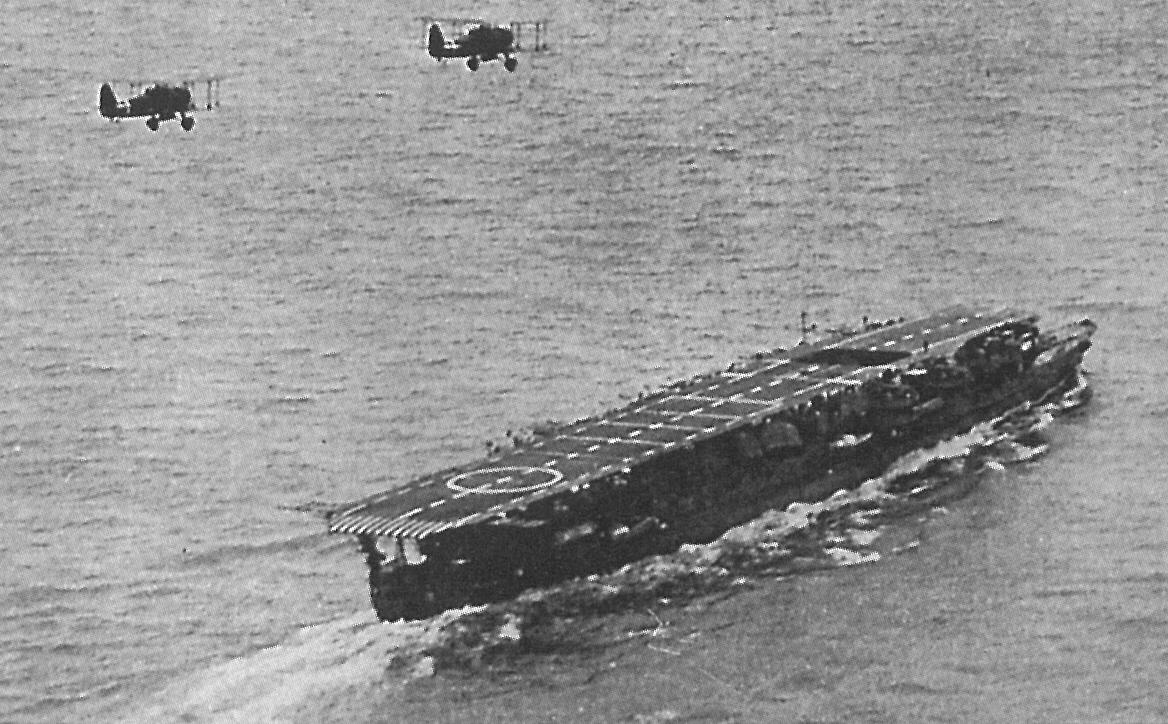
Lotniskowiec lekki „Ryūjō”, który jako pierwszy podczas bitwy u wschodnich Wysp Salomona podjął działania ofensywne, jako pierwszy też okręt stał się celem ataku lotnictwa pokładowego. Zdjęcie pochodzi sprzed 1940 roku.

Japońskie uderzenie z „Ryūjō” przeciw Guadalcanalowi przeprowadziło sześć uzbrojonych w bomby bombowców torpedowych Nakajima B5N „Kate” oraz 15 myśliwców „Zero”. Grupa lotnicza lotniskowca spotkała się jednak z atakiem 16 Wildcatów marines oraz dwóch P-400 Aircobra Armii z Henderson Field. Wywiązała się walka powietrzna, w której Amerykanie zestrzelili trzy bombowce i trzy Zera, kosztem utraty trzech F4F. W konsekwencji, „Kate” nie dokonały żadnych znaczących zniszczeń wokół Henderson Field ani na samym lotnisku.

## Starcie

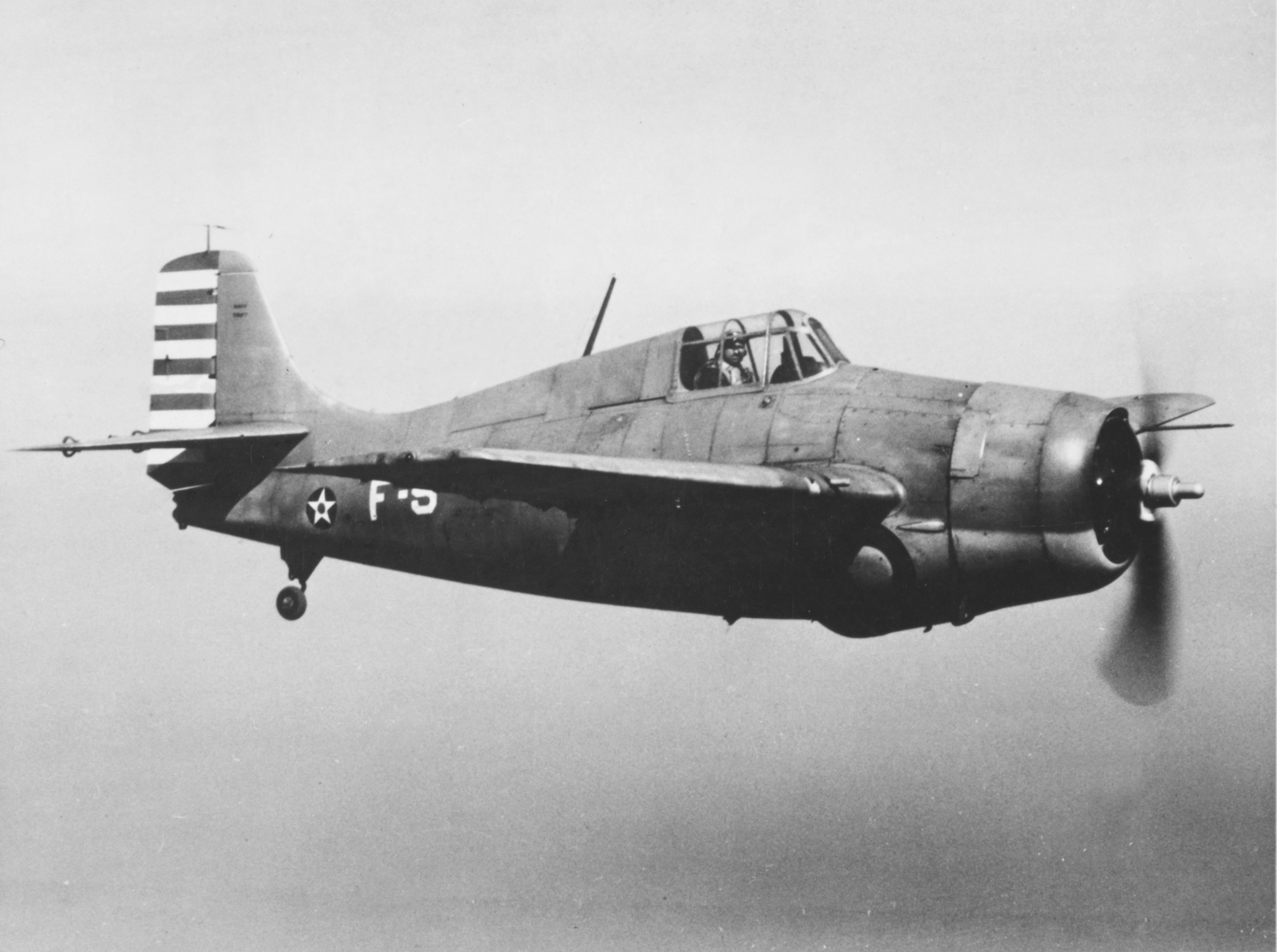
Do momentu pojawienia się w połowie 1943 roku F6F Hellcat, produkowane przez Grummana Wildcaty F4F, były podstawowymi samolotami myśliwskimi US Navy, uczestnicząc we wszystkich czterech bitwach powietrzno-morskich 1942 roku. Wildcaty były wolniejsze i mniej zwrotne od japońskich „Zero”, miały też mniejszą prędkość wznoszenia. Przy odpowiedniej taktyce jednak, dzięki większej prędkości nurkowania i opancerzeniu, zdolne były pokonywać w walkach powietrznych swoje japońskie odpowiedniki.

Wkrótce Cataliny zaraportowały Fletcherowi obecność kolejnych lotniskowców, 60 mil na północny wschód od „Ryūjō”. Spływające kolejne meldunki tworzyły obraz trzech dużych grup wrogich okrętów w odległości 225 mil – dwie grupy lotniskowców poprzedzane przez zespół krążowników. Tuż po godzinie 14:00 wadm. Nagumo również otrzymał swoje raporty, kiedy samolot z krążownika „Chōkai” wykrył TF61. Godzinę później grupy lotnicze „Shōkaku” i „Zuikaku” były w powietrzu.

### Atak na „Ryūjō”
O 14:10 para prowadzących poszukiwania Avengerów dostrzegła „Ryūjō” 198 mil od amerykańskich lotniskowców. O 14:28 samoloty przeprowadziły nieskuteczny atak z lotu horyzontalnego, niedługo później myśliwce CAP japońskiego lotniskowca przechwyciły kolejną parę TBF, zestrzeliwując jednego z nich. W czasie gdy na stanowisko dowodzenia wadm. Fletchera spływały kolejne meldunki o głównych ugrupowaniach japońskich okrętów, prowadzący dużą grupę uderzeniową „Saratogi” kmdr por. Harry Felt zbliżał się do „Ryūjō”. Dowódca grupy lotniczej podzielił swoje ugrupowanie – „Ryūjō” został zaatakowany przez 15 SBD z eskadry VS-3, sześć z eskadry VB-3 i pięć Avengerów. Pozostałe siedem SBD i dwa TBF wyznaczył do ataku na ciężki krążownik „Tone”. Amerykański atak rozpoczął się o 15:50 niezbyt stromym nurkowaniem kolejnych lecących w kolumnie Dauntlessów, podczas gdy Avengery rozpoczęły swój jednoczesny atak torpedowy.

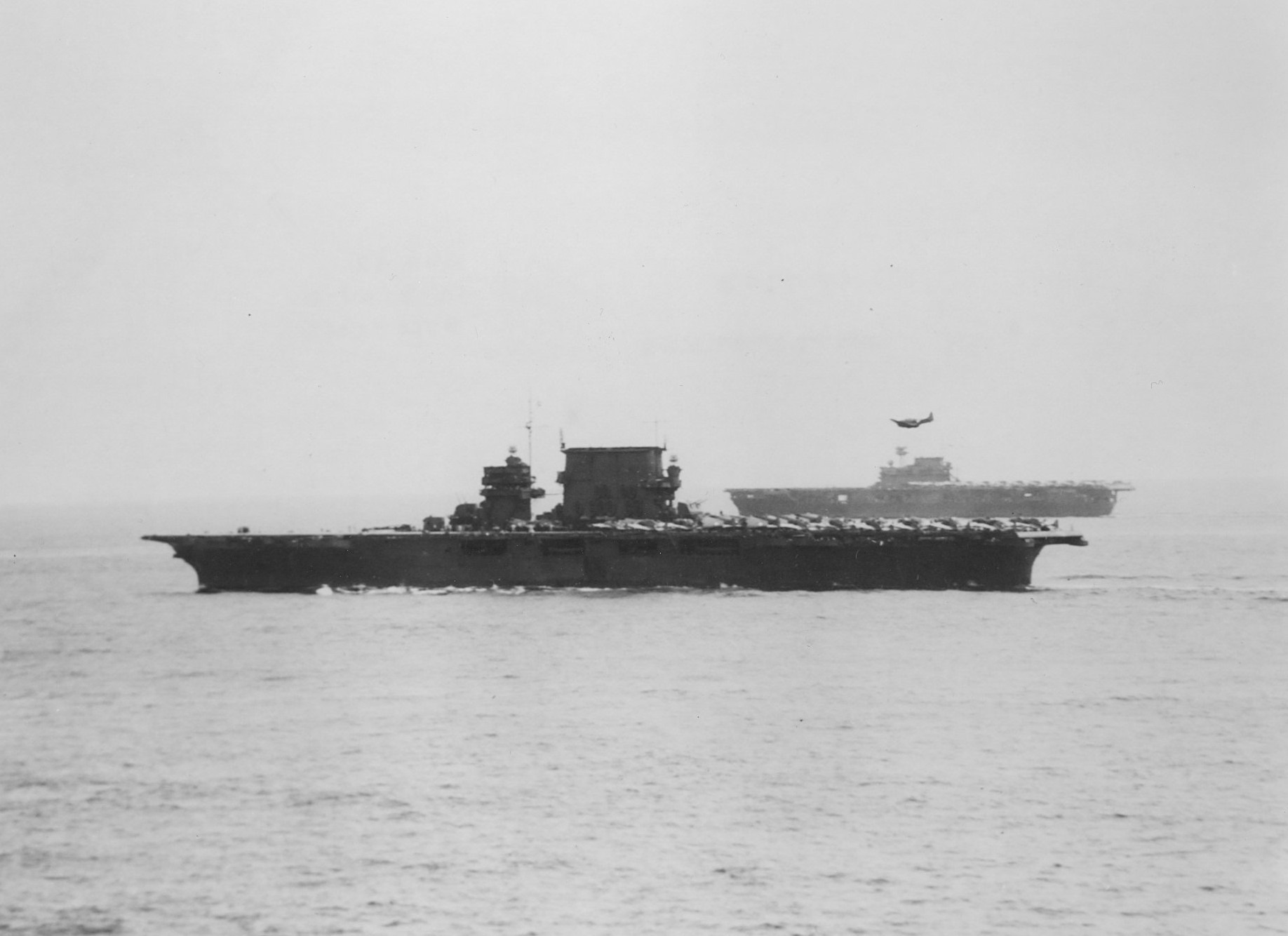
USS „Saratoga” (CV-3) w zespole z widocznym w tle „Enterprise”, w sierpniu 1942 roku na Salomonach

Dzięki gwałtownym manewrom japoński okręt zdołał uniknąć około 10 bomb, które upadły obok jego burt. W tej sytuacji kmdr Felt rozkazał wszystkim samolotom atakować lotniskowiec. Podczas gdy bombowce eskadry VB-3 kolejno przerywały nurkowanie na „Tone”, Felt skutecznie umieścił swoją 500-funtową (227 kg) bombę w pokładzie lotniskowca. Kolejne samoloty trafiły japoński okręt jeszcze dwukrotnie.
Tymczasem próbujące wykonać atak torpedowy Avengery miały problemy z podejściem do celu, gdyż eksplodujące bomby wywoływały duże gejzery wody i dymu wokół okrętu, skutecznie go osłaniając. Toteż trzykrotnie musiały przerywać swój atak i dopiero pod koniec ataku bombowców, przy prędkości 200 węzłów udało się im zejść na wysokość 200 stóp (60 metrów) i zrzucić swoje torpedy Mk 13. Ich załogi raportowały później „jedno pewne trafienie w część dziobową na sterburcie i dwa możliwe”. Dwa pozostałe TBF nie odebrały rozkazu o zmianie celu i bezskutecznie zaatakowały krążownik „Tone”.
Chociaż dowodzący japońskim okrętem kmdr Kato twierdził, że jego jednostka nie została ani razu trafiona bombą, istnieją niepodważalne dowody, iż lotniskowiec został trafiony przynajmniej trzema oraz co najmniej jedną torpedą (o czym świadczy silny przechył okrętu). Spowity dymem, pozbawiony napędu i przechylony na sterburtę lotniskowiec został wkrótce opuszczony przez załogę. Wychodzące na poziomie morza z nurkowania SBD zostały zaatakowane przez siedem „Zero”, których piloci raportowali zestrzelenie 7 amerykańskich samolotów – w rzeczywistości jednak nie został utracony w tej bitwie żaden z samolotów Felta. W rezultacie amerykańskiego ataku, cała powracająca znad Guadalcanalu grupa lotnicza „Ryūjō” musiała lądować na wodzie. Okręt zatonął około godziny 20:00, a na jego pokładzie śmierć poniosło 121 członków załogi. Amerykańskie dowództwo nie miało jednak świadomości zatonięcia okrętu aż do stycznia 1943 roku, gdy przechwycona japońska wiadomość radiowa ujawniła skreślenie jednostki ze stanu floty.

### Główne uderzenia
Tuż przed 15:00 z pokładu „Shōkaku” wystartowało 18 bombowców nurkujących „Val” wraz z czterema A6M, „Zuikaku” zaś wysłał 9 bombowców nurkujących i 6 „Zero”. Godzinę później z „Zuikaku” wystartowały samoloty drugiej fali uderzenia, w postaci kolejnych 18 „Vali” i sześciu „Zero”. Zaraz potem, dodatkowe 9 Aichi D3A „Val” w eskorcie trzech myśliwców wysłał „Shōkaku”. Dwie pierwsze fale japońskiego uderzenia liczyły łącznie 73 samoloty. Zgodnie z nową japońską doktryną, nie było wśród nich samolotów torpedowych.
|           | Pierwsza fala | Pierwsza fala | Druga fala | Druga fala |
| Val       | Zero          | Val           | Zero       |            |
| --------- | ------------- | ------------- | ---------- | ---------- |
| „Shōkaku” | 18            | 4             | 9          | 3          |
| „Zuikaku” | 9             | 6             | 18         | 6          |

|           | Val    | Kate   | Zero   |
| --------- | ------ | ------ | ------ |
| „Shōkaku” | 27(27) | 18(18) | 27(26) |
| „Zuikaku” | 27(27) | 18(18) | 27(25) |
| „Ryūjō”   | 0      | 9(9)   | 24(23) |

Niemal natychmiast po starcie pierwszej fali japońskich samolotów, para prowadzących rozpoznanie SBD z eskadry VB-6 „Enterprise” dostrzegła, jak ocenili piloci, dwa lekkie krążowniki. Gdy prowadzący ze skrzydłowym rozpoczęli wznoszenie, aby przystąpić do ataku na wykryte jednostki, nieco za nimi dostrzegli główny cel swoich poszukiwań, okręt flagowy adm. Nagumo, „Shōkaku”, pięć mil zaś za nim – „Zuikaku”. Przerywając przygotowania do ataku na krążowniki wciąż wznosili się, aby z jak największej wysokości wysłać wiadomość do wadm. Fletchera, po czym rozpoczęli wielokrotnie powtarzane nadawanie wiadomości. Dauntlessy w misjach rozpoznawczych wyposażane były zwykle w lżejszą bombę ogólnego przeznaczenia o wadze 500 funtów (227 kg), zamiast cięższej 1000-funtowej bomby przeciwpancernej, niemniej jednak dwaj piloci zdecydowali się na atak, rozpoczynając nurkowanie z wysokości 14 000 stóp (4200 metrów). Wprawdzie żadna ze zrzuconych bomb nie trafiła w cel, pierwsza z nich upadła jednak w odległości ok. 1,5 metra od sterburty „Shōkaku”, druga zaś nie większej niż 6 metrów. Po ich upadku, gdy bombowce usiłowały wznieść się po wyjściu z nurkowania, tylni strzelcy dostrzegli dym u burty lotniskowca. Zaraz potem zostali jednak zaatakowani przez 7 lub 8 japońskich myśliwców z CAP. Nadawanie przez dwa samoloty VB-6 było pełne zakłóceń, toteż ani na „Enterprise”, ani na „Saratodze” nie odebrano tych komunikatów. Zostały natomiast odebrane przez inne samoloty i okręty, które zaczęły przekazywać je dalej, niemniej wadm. Fletcher otrzymał je dopiero godzinę później. Podjął wówczas starania w celu przekierowania grupy lotniczej „Saratogi” lecącej do ataku na „Ryūjō”, było jednak na to już zbyt późno.

#### Atak na „Enterprise”
Tymczasem japoński atak prowadził doświadczony kmdr ppor. Mamoru Seki, dowódca eskadry bombowców nurkujących „Shōkaku”. O 16:02 ekran radaru „Enterprise” pokazał dużą liczbę obiektów na kierunku 320° w odległości 88 mil morskich. Radar CXAM nie został zaprojektowany do wskazania dokładnej wysokości, znając jednak jego charakterystyki, oficerowie odpowiedzialni za naprowadzanie oszacowali pułap lotu na 12 000 stóp (3600 metrów). W ciągu następnych 35 minut oba amerykańskie lotniskowce wyrzuciły w powietrze 53 Wildcaty. O 16:29 japońska formacja została już dostrzeżona w oddali z odległości 25 mil od „Enterprise”. Kmdr Seki podzielił swoją formację na dwie grupy, 18 i 9 samolotów, i poprowadził je łukiem dookoła na północ. Radar pierwszej generacji CXAM, w 1942 roku nie był już najnowocześniejszy i gdy na ekranie oprócz samolotów japońskich pojawiły się także Wildcaty, echa odbić zaczęły się zlewać. Na dodatek piloci w powietrzu nie przestrzegali dyscypliny radiowej, w związku z czym wąskie pasmo radiowego systemu naprowadzania zostało zagłuszone, czyniąc pracę oficera naprowadzania niemożliwą.

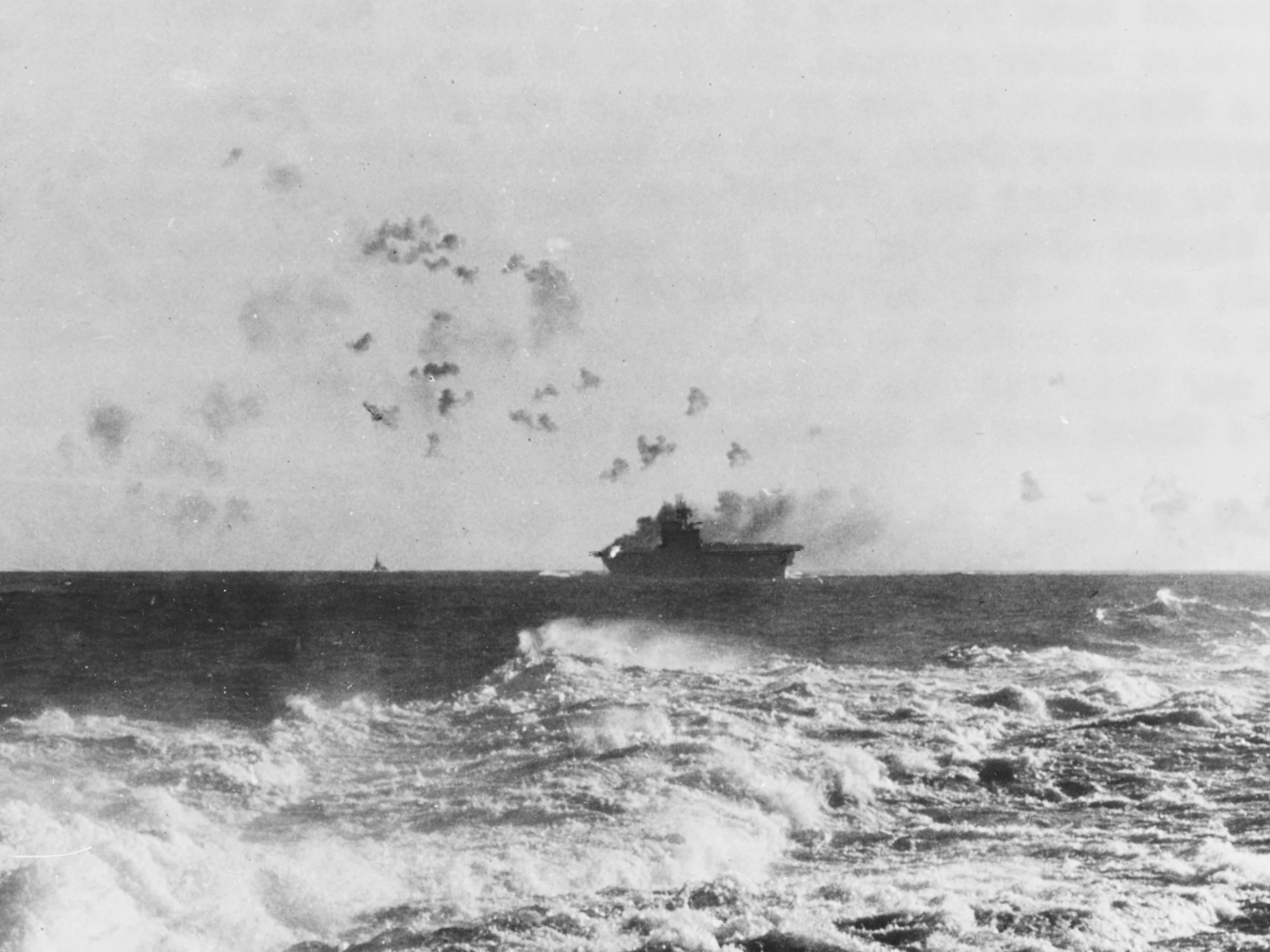
Eksplozje pocisków artylerii przeciwlotniczej nad „Enterprise”. Widoczny ogień pożaru po zapaleniu się ładunków miotających w galerii okrętu, przygotowanych dla działa 127 mm.

Krótko przed japońskim atakiem, wadm. Fletcher rozkazał natychmiastowy start wszystkim pozostałym na pokładzie „Enterprise” bombowcom nurkującym i torpedowym, w powietrze wzbiło się więc 11 SBD i 7 Avengerów. Ten sam rozkaz dotyczył także „Saratogi”, na której pokładzie startowym znajdowały się dwa SBD i pięć TBF. W zamieszaniu wywołanym japońskim atakiem, samoloty z obu lotniskowców nie połączyły swojego lotu. Zadaniem gwałtownie poderwanej w powietrze grupy samolotów było ostateczne zatopienie uszkodzonego wcześniej przez samoloty „Saratogi” „Ryūjō”. Dowodzący wyprawą kpt. Turner Caldwell po pewnym czasie bezowocnych poszukiwań skierował swoje samoloty w kierunku Guadalcanalu, podczas gdy 5 TBF z „Saratogi” dołączyło do dwóch swoich SBD, po czym samodzielnie udały się na poszukiwania japońskich okrętów. O 17:15 Avengery dostrzegły okręty 2. Floty admirała Kondo i przystąpiły do ataku.

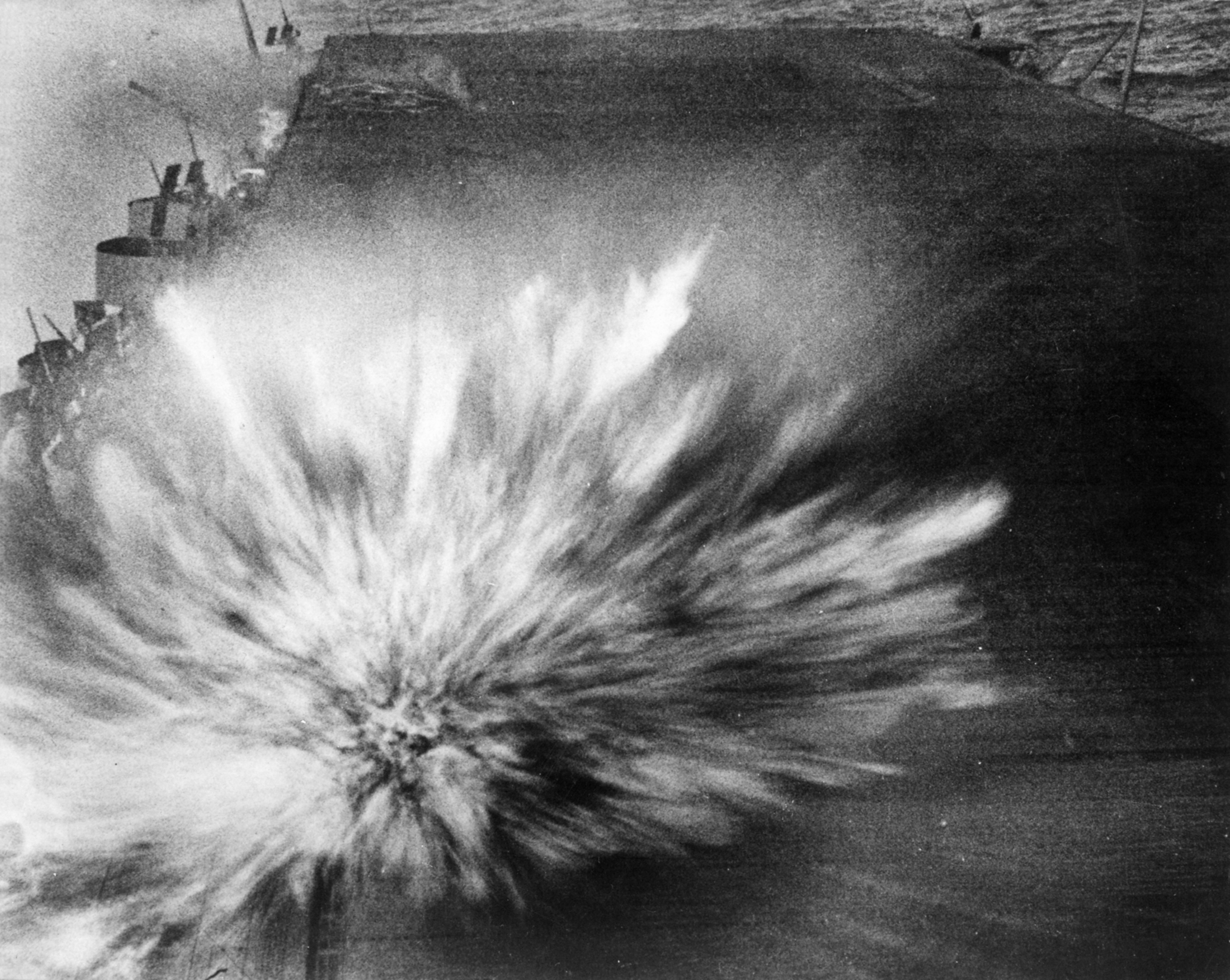
Jedno z być może najsłynniejszych zdjęć wojny na Pacyfiku, przedstawiające moment eksplozji japońskiej bomby. W rzeczywistości klatka filmowa ze sfilmowanej eksplozji bomby w tylnej części pokładu na bakburcie. Wbrew informacjom o śmierci kamerzysty, eksplozja tej bomby nie wywołała ofiar śmiertelnych. Po lewej stronie okrętu bardziej ku rufie, widoczne uszkodzenie pokładu skutkiem eksplozji pierwszej bomby pod pokładem.

Tymczasem kmdr Seki przyprowadził swoje samoloty na wysokości 16 000 stóp, co postawiło Wildcaty w bardzo niekorzystnej sytuacji, poniżej ich pułapu i często za nimi. Pięć do siedmiu Wildcatów zdołało jednak przechwycić 9 „Vali” z „Zuikaku” podczas ich podejścia, kolejnych 10 dostało się między bombowce podczas ich nurkowania. Ubezpieczające „Vale” japońskie myśliwce wiązały walką F4F, które usiłowały wznieść się na wysokość 20 000 stóp. Grupie trzech myśliwców z „Saratogi” udało się przechwycić 9 „Vali” około 15 mil od „Enterprise” – ich piloci zgłosili zestrzelenie sześciu z nich, zanim zostały związane walką przez Mitsubishi A6M. Najlepsi i najbardziej doświadczeni amerykańscy piloci zgromadzeni byli w eskadrze VF-6 USS „Enterprise”. Grupa ta po wzniesieniu się na dużą wysokość, nurkując następnie poświęcała ją dla nabrania prędkości. Dzięki natomiast sześciu swoim karabinom 12,7 mm w każdym samolocie, zestrzeliła kilka „Zero” i bombowców nurkujących.
Japończycy zamierzali zaatakować „Enterprise” 18 „Valami” z „Shōkaku”, podczas gdy dziewięć maszyn tego typu z „Zuikaku” skierowało się na „Saratogę”. Skutkiem jednak dużych strat w grupie samolotów drugiego z nich i bitewnego zamieszania, wszystkie bombowce skierowały się ostatecznie na „Enterprise”. W miarę zbliżania się japońskich samolotów, zarówno okręty eskorty, jak i okręt flagowy, otworzyły ogień najpierw z dział uniwersalnych dalekiego zasięgu kalibru 127 mm, następnie 40-milimetrowych Boforsów, działek 28 mm, w końcu do akcji włączyły się Oerlikony i karabiny maszynowe. Tymczasem japońskie bombowce przystąpiły do nurkowania pod kątem około 70°, i jak ocenił dowodzący „Enterprise” komandor Arthur Davis, atak został bardzo dobrze przeprowadzony i z absolutną determinacją.

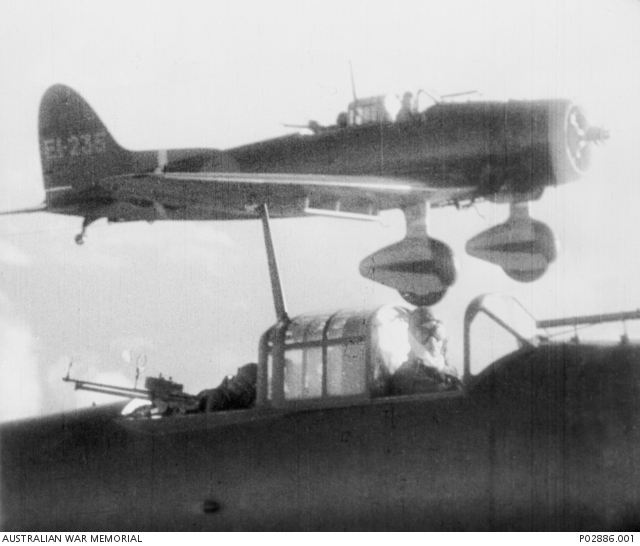
Unikalne zdjęcie wykonane przez kpt. Arimę Keiichiego, podczas powrotu Aichi D3A „Val” lotniskowca „Shōkaku” po ataku na „Enterprise”. Pilotujący ten samolot kmdr ppor. Furuta Kioto był sprawcą pierwszego podczas wojny trafienia „Enterprise”.

Kilka przygotowujących się do nurkowania bądź nurkujących już bombowców zostało trafionych i zaczęło spadać. Co najmniej dwa rozbiły się tuż przy burcie zygzakującego z prędkością 30 węzłów „Enterprise”. Kolejni japońscy piloci zaczęli zrzucać swoje bomby z wysokości 450–600 metrów, które początkowo upadały do wody obok burt okrętu. O 16:44 japońska bomba uderzyła jednak tuż obok windy numer 3, przebiła kilka pokładów i detonowała w mesie podoficerskiej, natychmiast zabijając 35 ludzi. Skutkiem eksplozji wewnątrz okrętu, pokład startowy w pobliżu miejsca upadku bomby wybrzuszył się na wysokość około 0,5 metra, zaś winda uległa zablokowaniu. Pół minuty później druga bomba upadła zaledwie 4,5 metra od miejsca upadku pierwszej, w pokładzie galerii dział 127 mm, zabijając 38 osób i wywołując pożar zgromadzonych ładunków miotających. O 16:46 trzecia bomba trafiła w pobliżu windy nr 2. Wybiła dziurę w pokładzie startowym o średnicy 3 metrów, zniszczyła kilka dział oraz raniła kilka osób, nie wywołując jednak ofiar śmiertelnych.

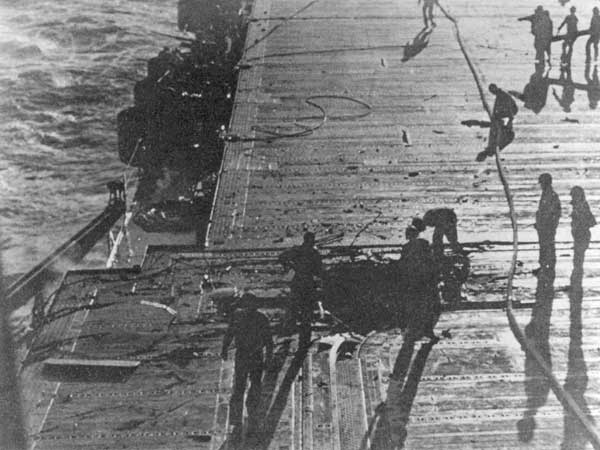
Członkowie załogi „Enterprise” dokonujący inspekcji trzymetrowej dziury po trafieniu bomby w pokładzie startowym.

Podczas gdy większość „Vali” atakowała „Enterprise”, kilka japońskich maszyn zaatakowało pancernik USS „North Carolina” (BB-55). W przeciwieństwie jednak do starych pancerników w Pearl Harbor, nowoczesny szybki pancernik nowej generacji, dysponował 102 działami przeciwlotniczymi różnych kalibrów, z czego duża część była kierowana najnowocześniejszymi systemami kontroli ognia. Pancernik pokrywał dotąd niebo nad „Enterprise” swoją artylerią, gdy o 16:43 trzy samoloty – prawdopodobnie z „Shōkaku” – zaatakowały go od dziobu na sterburcie. Kolejne cztery – z „Zuikaku” – zaatakowały od strony rufowej części bakburty. Żadna jednak japońska bomba nie trafiła okrętu liniowego.
Cały japoński atak trwał mniej niż 15 minut, w jego trakcie Połączona Flota straciła 17 bombowców nurkujących i trzy „Zera”, podczas gdy kolejny „Val” i 3 „Zera” spadły do wody w drodze powrotnej do swoich okrętów. Japońskie straty należy przypisać prawdopodobnie po połowie Wildcatom i artylerii okrętów, przy czym większość zestrzeleń tej ostatniej przypisywana jest samemu „Enterprise”. Po stronie amerykańskiej z wszelkich przyczyn utracono 8 Wildcatów i pięciu pilotów. Podczas gdy japońskie samoloty wracały na swoje lotniskowce, zespoły kontroli uszkodzeń „Enterprise” zajęły się gaszeniem pożarów, a specjaliści medyczni zajęli się pomocą 99 rannym żołnierzom (z których czterech zmarło). Wydobyto także szczątki 71 poległych. W bardzo krótkim czasie załatano uszkodzenia pokładu startowego. O 17:45, zaledwie godzinę po uderzeniu ostatniej bomby, „Enterprise” zwrócił się pod wiatr i przyśpieszył do 24 węzłów. Już jednak o 18:21 „Big E” utracił kontrolę nad sterem, skutkiem awarii kontrolujących go silników elektrycznych. Jednostka zmniejszyła prędkość do 10 węzłów, ze sterem wychylonym jednak maksymalnie na prawą burtę okręt zataczał kręgi, niemal taranując niszczyciel „Balch”. Usterka została usunięta po 38 minutach i okręt odzyskał kontrolę nad sterem. W czasie jednak gdy okręt flagowy admirała Kinkaida zataczał kręgi, operator radaru wykrył zmierzające w jego stronę kolejne ugrupowanie japońskich samolotów. Ostatecznie jednak, samoloty pod dowództwem kapitana Takahashiego nie trafiły na „Enterprise”, mijając się z okrętem o około 50 mil za rufą. Radiooperator w samolocie japońskiego dowódcy błędnie odczytał bowiem przekazaną mu drogą radiową pozycję amerykańskiego zespołu. Na ekranie amerykańskiego radaru obserwowano krążącą przez chwilę grupę japońskich samolotów, która po chwili odleciała z powrotem.
Natychmiast po odzyskaniu napędu przez „Enterprise” cały zespół amerykański wycofał się na południe. Po uszkodzeniu zaś „Shōkaku” wadm. Nagumo wycofał się za na północ. Japońskie dowództwo wysłało wprawdzie szereg okrętów podwodnych celem przechwycenia amerykańskich lotniskowców, a dwóm z nich udało się je wykryć, nie były jednak w stanie przeprowadzić ataku na lotniskowce płynące z prędkością 20 węzłów. Część grupy lotniczej „Enterprise” wylądowała na „Saratodze”, inne zaś samoloty na Guadalcanalu, skąd uczestniczyły w dalszych działaniach przeciwko konwojowi adm. Tanaki. Wycofanie się TF61 zakończyło główną część trzeciej bitwy lotniskowców podczas tej wojny.

## Pozostałe ataki
Krótko potem gdy samoloty admirała Nagumo atakowały „Enterprise”, mała grupa gwałtownie poderwanych przed japońskim atakiem samolotów z „Saratogi” odnalazła okręty 2. Floty admirała Kondo. Tuż po 17:35 Avengery przeprowadziły ataki z prędkością 200 węzłów i zrzuciły swoje torpedy z wysokości 200 do 350 stóp (60 do 106 metrów). Wszystkie jednak zrzucone z odległości 1100 metrów torpedy chybiły celu. Wiedząc, że ich rodzime lotniskowce zostały właśnie zaatakowane, samoloty z „Saratogi” wylądowały na San Cristobal. Dwa zaś SBD z tego samego lotniskowca znalazły okręt, który ich piloci zidentyfikowali jako pancernik „Mutsu” i rozpoczęli swój atak. W zapadającym zmroku nie spostrzegli, że atakowanym okrętem jest w rzeczywistości transportowiec wodnosamolotów „Chitose”. Dwa samoloty zrzuciły swoje bomby, które nie trafiając bezpośrednio w okręt eksplodowały tuż przy burcie uszkadzając jego kadłub, co doprowadziło do przechyłu jednostki na burtę. Ostatecznie załodze udało się wyrównać przechył i „Chitose” zdołał dotrzeć do Truk.

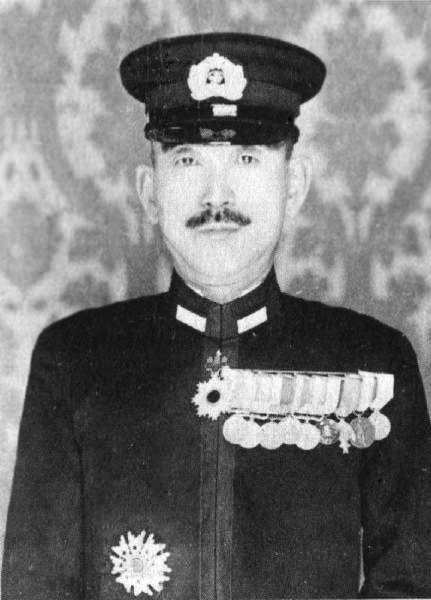
Kadm. Raizō Tanaka, przez większość kampanii wokół Guadalcanalu odpowiedzialny był za japońskie dostawy wojska i zaopatrzenia na wyspę. Dowodząc kolejnymi konwojami, odniósł m.in. wielkie zwycięstwo w nocnej bitwie koło przylądka Tassafaronga.

### Konwój Tanaki
Odpowiedzialny za bezpieczeństwo konwoju trzech statków z wojskiem dla Guadalcanalu adm. Tanaka był świadomy, że w południe 24 sierpnia „Ryūjō” popłynął na południe, tymczasem warunki atmosferyczne ograniczyły działania 11. floty powietrznej z Rabaul. Wobec więc obecności na pobliskich wodach amerykańskich lotniskowców oraz działań lotnictwa z Henderson Field, o 20:07 poprosił dowództwo o instrukcje. Otrzymane zwrotnie rozkazy nakazały mu płynąć na północny zachód. Gdy jednak do admirała Gun’ichiego Mikawy dotarły raporty, że bombowce pokładowe kmdr ppor. Mamoru Sekiego „pozostawiły w płomieniach dwa amerykańskie lotniskowce”, o 23:07 admirał zmienił rozkazy i nakazał Tanace ponownie płynąć na południe. Z Shortland natomiast wyszły niszczyciele „Mutsuki, „Yayoi” i „Mochizuki”, których zadaniem było zbombardować lotnisko na Guadalcanalu, po czym połączyć się z okrętami kadm. Tanaki. Nocny ostrzał Henderson Field był niemal całkowicie nieskuteczny, z minimalnymi stratami materialnymi, zabił jednak trzech żołnierzy marines. W akcji odwetowej krótko potem dwa SBD marines nieskutecznie zbombardowały japońskie niszczyciele, zaś o 04:00 nowo przybyłe na Guadalcanal bombowce uszkodzonego „Enterprise” nieznacznie uszkodziły „Mochizuki”, który wyławiał z wody pilotów „Ryūjō”. Niszczyciel uszkodził jednak jednego Dauntlessa, który zmuszony został do wodowania koło Malaity.
25 sierpnia przed świtem bombowce nurkujące z Guadalcanalu odnalazły konwój Tanaki z jego transportowcami. W swoim ataku uszkodziły flagowy krążownik „Jintsū” i transportowiec „Kinryu Maru”. Co więcej, o 10:27 trzy bombowce B-17 pojawiły się nad ciężko uszkodzonym „Kinryu Maru”, przy którym znajdował się udzielający mu pomocy niszczyciel „Mutsuki”. Będąc świadomym niskiej skuteczności bombardowania jednostek pływających przez bombowce horyzontalne z wysokiego pułapu, dowódca niszczyciela nie oderwał swojego okrętu od uszkodzonego statku. W niezwykle rzadkim podczas wojny incydencie, jedna ze zrzuconych przez B-17 bomb trafiła jednak wprost w siłownię okrętu, który zatonął o 11:40 ze śmiercią 40 członków swojej załogi. Jeszcze jednak przed zatonięciem „Mutsuki”, niszczyciel „Mochizuki” zatopił torpedą ogarnięty płomieniami transportowiec (o 10:53).
Po południu samoloty marines i marynarki z Henderson Field ponownie usiłowały zbombardować japoński konwój, w miejscu jego spodziewanej lokalizacji zastano jednak jedynie pływające szczątki.

## Podsumowanie
Admirał Yamamoto wysłał na południowy Pacyfik swoje najbardziej wartościowe jednostki, ale pod dowództwami Nagumo i Kondo nie działały one jako spójny zespół, lecz raczej luźna „konfederacja”, niebędąca w stanie zapewnić nawet ochrony z powietrza dla konwoju Tanaki. Japonia dysponowała w tej bitwie bardzo dużą siłą, jednakże ani nie zniszczyła słabszego zespołu amerykańskiego, ani nie zapewniła ochrony transportu ze wzmocnieniem swoich wojsk na Guadalcanalu. W konsekwencji trzecia bitwa lotniskowców wojny na Pacyfiku, która pod względem zamieszania i rozrzucenia przestrzennego przypominała nieco stoczone trzy miesiące wcześniej starcie na Morzu Koralowym, zakończyła się amerykańskim zwycięstwem. Nie miało ono jednak istotnych efektów długofalowych dla kampanii na Salomonach. Amerykańskie zwycięstwo nie było znaczne, a czasowe wyłączenie z walki „Enterprise”, musiało zostać skompensowane przybyciem na południowy Pacyfik USS „Hornet” (CV-8). Dało jednak adm. Ghormleyowi czas na rozbudowę sieci pobliskich baz, które mogły wspierać obronę Guadalcanalu.
Po zakończeniu bitwy uszkodzony „Enterprise” musiał udać się do Pearl Harbor celem przeprowadzenia remontu. Okręt stracił w bitwie 75 członków załogi, 95 natomiast odniosło rany. Na pozostałych okrętach Task Force 61 śmierć poniosła jedna osoba, siedem zaś zostało rannych. Straty w samolotach wyniosły 18 maszyn – 9 Wildcatów, 2 Dauntlessy i 7 Avengerów. Dzięki jednak przeprowadzonym akcjom ratowniczym zginęło jedynie 6 pilotów i 1 strzelec. Do strat należy jednak dodać także 3 Wildcaty ze składu „Cactus Air Force” (w tym 2 pilotów) i 1 SBD, zniszczone nad i wokół Guadalcanalu, a także 1 B-17, 1 Catalinę oraz 1 SBD z niebiorącego bezpośrednio udziału w bitwie „Waspa”. Wszystkie straty bojowe i operacyjne (niebojowe) wyniosły łącznie 90 osób: 14 oficerów i 76 innych osób. Atak na „Ryūjō” uwidocznił zbyt małą ilość ćwiczeń pilotów po zaokrętowaniu na lotniskowiec, obrona zaś „Enterprise” wykazała niewystarczający stopień wyszkolenia pilotów myśliwskich, gdyż jedynie około jedna trzecia z nich była w stanie zaangażować się w walkę z japońskimi samolotami. Marynarka amerykańska wyciągnęła jednak także wnioski w postaci konieczności ulepszenia systemu komunikacji oraz systemu identyfikacji swój–obcy w systemach radarowych okrętów.
Marynarka japońska straciła lekki lotniskowiec „Ryūjō”, niszczyciel „Mutsuki” oraz transportowiec „Kinryu Maru”, natomiast krążownik „Jintsu” został poważnie uszkodzony. Nie jest znana dokładna wielkość strat osobowych, z pewnością jednak przekroczyły one straty amerykańskie. Japonia straciła 75 samolotów, w tym 33 Mitsubishi A6M „Zero”, 23 bombowce nurkujące Aichi D3A „Val”, 8 bombowców torpedowych Nakajima B5N „Kate”, 7 wodnosamolotów, 1 Mitsubishi G4M „Betty”, 2 łodzie latające Kawanishi H8K „Emily” oraz 1 Kawanishi H6K „Mavis”. Z 33 zestrzelonych „Zero” siłom japońskim udało się uratować 21 pilotów, a także pilotów czterech maszyn z „Chitose”, jednak z wszystkich pozostałych samolotów uratowano jedynie załogi jednego „Val”, trzech „Kate” i kilka osób z „Mavis”. Łącznie Połączona Flota straciła przynajmniej 100 doświadczonych lotników. Japonia straciła w tej bitwie jedyny jak się okazało lotniskowiec zatopiony w trakcie całej kampanii na Wyspach Salomona, znacznie poważniejszą jednak stratą – mającą konsekwencje dla przebiegu całej wojny – była utrata doświadczonych pilotów. Bitwa koło wschodnich Wysp Salomona była trzecią spośród czterech bitew lotniskowców 1942 roku, które doprowadziły do likwidacji elitarnego przedwojennego japońskiego korpusu pilotów, co, wraz z kolejną z nich, doprowadziło do spirali upadku japońskiego lotnictwa pokładowego.